# ヘンリー・マクラッケン

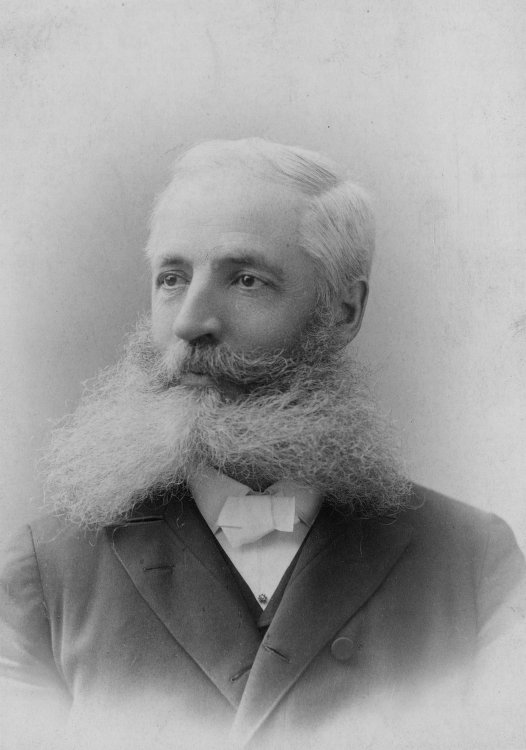
ヘンリー・マクラッケン

ヘンリー・ミッチェル・マクラッケン（Henry Mitchell MacCracken、1840年9月28日 - 1918年12月24日）は、アメリカ合衆国の教育者。

## 経歴
オハイオ州オックスフォードに生まれたマクラッケンは、1857年にオハイオ州のマイアミ大学を1857年に卒業した。その後、短期間だけ教職に就いた後、1863年に長老派教会の聖職者となった。1881年から1884年にかけて、当時まだペンシルベニア・ウェスタン大学 (the Western University of Pennsylvania) という名称だった、後のピッツバーグ大学の、第6代学長となった。
1884年、マクラッケンはニューヨーク大学から、哲学教授、副学長という立場に招聘され、1891年には学長 (chancellor) になった。1910年に彼が引退するまでの間に、大学はユニバーシティ・ハイツ・キャンパス (the University Heights campus) を取得し、大学院や商学部、教育学部が創設され、ベルヴュー病院の医学校との統合によって医学部を強化した。
1915年から1946年にかけてヴァッサー大学学長を務めたヘンリー・ノーブル・マクラッケンと、1915年から1926年にかけてラファイエット大学学長を務めたジョン・ヘンリー・マクラッケンは、彼の息子たちである。
マイアミ大学の女子学生寮のひとつであるマクラッケン・ホールは、彼に因んで名付けられたものである。

## 大衆文化の中で
2013年7月に放送された、風刺的内容のテレビ番組『コルベア・レポー (The Colbert Report)』では、ヘンリー・ミッチェル・マクラッケンが1904年に『ニューヨーク・タイムズ』紙に寄稿した男子大学生たちの道徳上の危険性についての記事や、同紙が2013年に同じようなテーマの記事を掲載したことを踏まえ、マクラッケンが今も同紙の編集者として活動しているという様子をコミカルに描いた。